# Byatarayanapura
Byatarayanapura är en ort i Indien.   Den ligger i distriktet Bangalore Urban och delstaten Karnataka, i den södra delen av landet, 1 700 km söder om huvudstaden New Delhi. Byatarayanapura ligger 902 meter över havet och antalet invånare är 180 931.
Terrängen runt Byatarayanapura är platt. Runt Byatarayanapura är det mycket tätbefolkat, med 1 313 invånare per kvadratkilometer. Närmaste större samhälle är Bangalore, 9,9 km söder om Byatarayanapura. Omgivningarna runt Byatarayanapura är en mosaik av jordbruksmark och naturlig växtlighet.